# Admiralty Bay
Die Admiralty Bay (englisch, in Argentinien Bahía Lasserre, in Chile Bahía Almirantazgo, polnisch Zatoka Admiralicji) ist eine unregelmäßig geformte Bucht von King George Island im Archipel der Südlichen Shetlandinseln. Ihre etwa 8 km breite Einfahrt wird vom Demay Point und dem Martins Head markiert. 
Der Name taucht erstmals 1822 auf einer Karte auf, die von Kapitän George Powell (1794–1824), einem britischen Robbenjäger, stammt. Namensgeber ist die britische Admiralität. Die chilenische Benennung ist eine bloße Übersetzung ins Spanische. Der Namensgeber der argentinischen Benennung ist nicht überliefert. 
An der Admiralty Bay liegen zwei ständig besetzte Antarktisstationen, die polnische Henryk-Arctowski-Station und die brasilianische Commandante-Ferraz-Station. Nur saisonal betrieben werden die peruanische Machu-Picchu-Station und die US-amerikanische Captain Pieter J. Lenie Station.
Die Admiralty Bay und ihre Umgebung stehen als „besonders verwaltetes Gebiet der Antarktis Nr. 1“ unter dem Schutz des Antarktisvertrags. Ein Teil der Westküste wird vom  besonders geschützten Gebiet Nr. 128 eingenommen. Dieses wird von BirdLife International auch als Important Bird Area AQ046 ausgewiesen. Im Vierjahresdurchschnitt 2009/12 wurden 7032 Paare des Adéliepinguins, 4736 Paare des Eselspinguins und 950 Paare des Zügelpinguins gezählt. Darüber hinaus brüten hier der Riesensturmvogel, der Kapsturmvogel, der Weißgesicht-Scheidenschnabel, die Raubmöwe, die Dominikanermöwe, die Küstenseeschwalbe, die Buntfuß-Sturmschwalbe und der Schwarzbauch-Meerläufer.